# حسن حمزه
حسن حمزه (انگلیسی: Hassan Hamza؛ زادهٔ ۱۰ نوامبر ۱۹۹۴) بازیکن فوتبال اهل امارات متحده عربی است.
وی همچنین در تیم ملی فوتبال United Arab Emirates بازی کرده‌است.